# بلوار پارک
بلوار پارک (به لاتین: Park Bulvar) یک مرکز خرید در باکو، پایتخت جمهوری آذربایجان است.

## ویژگی‌ها
این مرکز خرید در فاصله ۵ دقیقه پیاده‌روی از ایستگاه مترو ساحل متروی باکو و دارالحکومه باکو واقع شده است. این ساختمان دارای تمام ویژگی‌های معماری شرق و هنر مدرن غرب است. این مجموعه از شش طبقه شامل دو طبقه زیرزمین تشکیل شده است. مساحت عمومی این مرکز خرید ۱۷۰۰۰ متر مربع است. همچنین دارای پارکینگ برای ۵۵۰ خودرو است. این مرکز خرید توسط باکو پلازا به ارزش ۴۱.۵ میلیون دلار در زمینی به مساحت ۷۵۰۰ متر مربع ساخته شده است. این مرکز خرید شامل حدود ۹۹ فروشگاه از ۵۰ متر مربع تا ۳۷۰ متر اندازه، یک سوپرمارکت بزرگ ۱۲۰۷ متر مربعی، ۶ سالن سینما، سینمای سه بعدی، زمین بازی کودکان، آتلیه عکس، سالن‌های بولینگ، فودکورت و رستوران‌های VIP مشرف به خلیج باکو است. طبقه اول و دوم دارای فروشگاه‌های لوکس و کافه هستند. این مرکز خرید دارای رستورانی است که غذاهای ترکی، روسی، ایتالیایی، چینی، مکزیکی و آذربایجانی ارائه می‌دهد. الهام علی‌اف رئیس جمهور جمهوری آذربایجان و خانواده‌اش در مراسم گشایش این مرکز خرید حضور داشتند.  از زمان گشایش این مرکز خرید بیش از ۷۰۰ شغل ایجاد شده است.